# Arugisa subterminata
Arugisa subterminata là một loài bướm đêm trong họ Erebidae.